# Banque de Montréal c. Bail Ltée
Pour un article plus général, voir Obligation d'information.
Banque de Montréal c. Bail Ltée  est un arrêt de principe de la Cour suprême du Canada rendu en 1992 en matière d'obligation de renseignement en droit civil québécois.  

## Les faits
Dans cette affaire dont les faits remontent à 1977, la société d'État Hydro-Québec manque à son devoir de renseignement à l'égard d'un sous-traitant d'un entrepreneur avec qui elle avait contracté pour réaliser des travaux d'excavation, de terrassement et de construction. Le sous-traitant éprouve des difficultés en raison des caractéristiques du sol, mais Hydro-Québec omet de lui communiquer des rapports géotechniques et des lettres d'experts. Le sous-traitant fait faillite en raison des difficultés qu'il a rencontrées dans ce projet.
La Banque de Montréal poursuit l'entrepreneur et sa caution en responsabilité contractuelle car elle est le cessionnaire de créances du sous-traitant. La caution appelle en garantie Hydro-Québec à titre de maître de l'ouvrage. 

## Historique judiciaire antérieur
La Cour supérieure accueille l'action délictuelle contre la Banque au motif que les documents remis à l'entrepreneur ne permettaient pas de prévoir les difficultés de l'exécution des travaux. Elle conclut que la société d'État a agi de manière dolosive.
La Cour d'appel déboute la banque de son action au motif qu'Hydro-Québec n'avait pas connaissance des erreurs contenues dans les rapports. La Banque se pourvoit en Cour suprême. 

## Jugement de la Cour suprême
La Cour suprême accueille le pourvoi de la Banque de Montréal.

## Motifs du jugement
La Cour suprême rétablit le jugement de première instance et affirme qu'il ne contient pas d'erreur. Elle fonde sa décision sur l'obligation d'agir de bonne foi et de façon raisonnable à l'égard d'un tiers. En l'espèce, Hydro-Québec devait agir raisonnablement à l'égard des sous-traitants. 
Une obligation générale de bonne foi émanant de l'article 1024 du Code civil du Bas-Canada (maintenant articles 6 et 1434 du Code civil du Québec) avait été reconnue dans l'arrêt Banque Nationale du Canada c. Soucisse. Dans le nouveau Code civil, cette disposition se lit ainsi «  Le contrat valablement formé oblige ceux qui l’ont conclu non seulement pour ce qu’ils y ont exprimé, mais aussi pour tout ce qui en découle d’après sa nature et suivant les usages, l’équité ou la loi ».
En outre, cette obligation générale de bonne foi procède à la même source que l'article 1053 du Code civil du Bas-Canada (maintenant l'article 1457 du Code civil du Québec). L'article 1375 C.c.Q. dans le nouveau Code prévoit que la bonne foi doit gouverner la conduite des parties. 
En s'appuyant sur la doctrine du professeur Jacques Ghestin, elle affirme que « Les principaux éléments de l'obligation de renseignement contractuelle sont: la connaissance, réelle ou présumée, de l'information par la partie débitrice de l'obligation de renseignement; la nature déterminante de l'information en question; et l'impossibilité du créancier de l'obligation de se renseigner lui-même, ou la confiance légitime du créancier envers le débiteur».
L'action n'est pas prescrite car la société ignorait le fait générateur de son droit, d'après l'article 2232 du Code civil du Bas-Canada et elle était effectivement dans l'impossibilité d'agir. Vu la non-divulgation des informations, la Banque ne pouvait pas exercer ses droits au moment pertinent. 
Elle observe que l'obligation de renseignement du fabricant est reconnue dans le nouveau Code civil du Québec aux articles 1469 et 1473. Cette obligation de renseignement existe dans le domaine de la construction, mais aussi dans d'autres situations, comme l'obligation du médecin d'informer son patient (arrêt Laferrière c. Lawson) et l'obligation de la banque envers les cautions (arrêt Banque nationale du Canada c. Soucisse).